# Мвезі IV
Мвамі Мвезі IV Гісабо Біката-Біджога (1840–1908) — король Бурунді з 1850 до 1908 року. Був сином короля Нтаре IV.
За часів його правління Бурунді стала колонією Німеччини. Угода, укладена 1890 року, дозволила Мвезі зберегти за собою титул короля, але при цьому він визнав Німецький протекторат. 1903 король стикнувся з повстанням двох ватажків Маконо та Бірорі, вимоги яких було визнано німцями. Втім, це визнання було спростовано 1905 року, і повстання було придушено наступного року.